# Kanton Port-Louis
Der Kanton Port-Louis war bis 2015 ein französischer Kanton im Arrondissement Lorient, Département Morbihan der Region Bretagne. Sein Hauptort war Port-Louis. Letzter Vertreter im Generalrat des Départements war von 2011 bis 2015 Jacques Le Ludec (DVD).

## Gemeinden
Der Kanton Port-Louis umfasste neun Gemeinden:
| Gemeinde      | Bretonisch  | Einwohner (2022) | Fläche (km²) | Code postal | Code Insee |
| ------------- | ----------- | ---------------- | ------------ | ----------- | ---------- |
| Gâvres        | Gavr        | 685              | 1,88         | 56680       | 56062      |
| Kervignac     | Kervignag   | 7.085            | 39,56        | 56700       | 56094      |
| Locmiquelic   | Lokmikaelig | 4.094            | 3,58         | 56570       | 56118      |
| Merlevenez    | Brelevenez  | 3.191            | 17,67        | 56700       | 56130      |
| Nostang       | Lostenk     | 1.650            | 15,71        | 56690       | 56148      |
| Plouhinec     | Pleheneg    | 5.343            | 35,58        | 56680       | 56169      |
| Port-Louis    | Porzh-Loeiz | 2.689            | 1,07         | 56290       | 56181      |
| Riantec       | Rianteg     | 5.742            | 14,06        | 56670       | 56193      |
| Sainte-Hélène | Santez-Elen | 1.298            | 8,08         | 56700       | 56220      |
| Kanton        | Porzh-Loeiz | 30.057           | 137,19       | -           | 5628       |

## Bevölkerungsentwicklung
| 1962   | 1968   | 1975   | 1982   | 1990   | 1999   | 2006   | 2012   |
| ------ | ------ | ------ | ------ | ------ | ------ | ------ | ------ |
| 22.336 | 21.987 | 21.542 | 22.961 | 24.570 | 24.955 | 27.616 | 30.057 |